# Carla Borges
Carla Alexandre Borges (Jundiaí, 1983) é uma militar brasileira. Major aviadora da Força Aérea Brasileira (FAB), foi a primeira mulher a pilotar um caça e o avião presidencial.
A Maj Carla iniciou sua formação como piloto no Curso de Formação de Oficiais Aviadores da Academia da Força Aérea em 2003. De 2007 a 2014, realizou o curso de aviação de caça.
Em 3 de maio de 2011, Carla tornou-se a primeira mulher a pilotar um caça da FAB, com a aeronave AMX A-1. Em 14 de junho de 2012, foi a primeira mulher a lançar uma bomba a partir de um caça de alta performance da Força Aérea Brasileira. Depois de cumprir 100 horas de prática com a AMX A-1, foi declarada como apta para pilotar a aeronave.
O voo com a aeronave presidencial ocorreu em 22 de dezembro de 2016 com o Presidente da República, Michel Temer, a bordo. Para que pudesse pilotar o VC-1, Carla passou por 210 horas de treinamento, sendo 150 de voo e 60 em um simulador.
Atualmente, integra a Diretoria da Associação de Mulheres Aviadoras do Brasil (AMAB).

Possui aproximadamente 2.200 horas de voo nas aeronaves T-25, T-27, TZ-13, TZ-25, A-29, A-1, C-98, C-99 (A, B e C) e VC-1.